# San Gimignano Vin Santo
Il San Gimignano Vin Santo è un vino DOC la cui produzione è consentita nella provincia di Siena e che prende il nome dalla città di San Gimignano.

## Caratteristiche organolettiche
- colore: dal dorato all'ambrato più o meno intenso
- odore: etereo, intenso, delicato, caratteristico
- sapore: dal secco all'amabile, pieno morbido, persistente

## Produzione
Provincia, stagione, volume in ettolitri
- Siena  (1996/97)  14,0